# تریپل کنسرتو (بتهوون)
تریپل کنسرتو (به آلمانی: Tripelkonzert، به انگلیسی و فرانسوی: Triple Concerto) اثری در فرم کنسرتو از لودویگ فان بتهوون، در دو ماژور، اُپوس ۵۶، که برای ویولن، ویولنسل، پیانو و ارکستر در دو ماژور تصنیف شده‌است. بتهوون این اثر را در سه موومان در سال ۱۸۰۳ و همزمان با سمفونی سوم (اروئیکا) ساخت و مؤسسهٔ برایتکُپْف و هِرتِل آن را در ۱۸۰۴ منتشر کرد. این اثر تنها کنسرتوی بتهوون است که برای بیشتر از یک ساز سولو نوشته شده‌است.

## تاریخچه
آنتون شیندلر زندگی‌نامه‌نویس بتهوون اظهار می‌دارد که این کنسرتو برای آرشیدوک رودولف نوشته شده‌است. «رودولف» که شاگرد بتهوون بود و تحت آموزش وی به نوازنده و آهنگساز کاملی تبدیل شده بود، آن زمان در اواسط نوجوانی به سر می‌برد. به نظر می‌رسد که قابل قبول است که هدف بتهوون ایجاد یک قسمت جذاب اما نسبتاً آسان برای پیانوی باشد که توسط دو تکنواز بالغ و ماهر دیگر پشتیبانی شود. با این وجود هیچ سابقه‌ای از اجرای این اثر توسط «رودولف» در دست نیست و تا سال ۱۸۰۸ در «کنسرت‌های تابستانی وین» در معرض اجرای عمومی قرار نگرفت و هنگامی که منتشر شد، به «شاهزاده لوبکوویتز» اهدا شد.
بتهوون مشخصاً در فرم سمفونی کُنسِرتانت اثری ننوشت؛ اما برخی موسیقی‌شناسان معتقدند که تریپل کنسرتوی او نزدیک‌ترین اثرِ آهنگساز به این فرم است.

## سازبندی
سازهای استفاده شده در این اثر علاوه بر تکنوازی ویولن، ویولنسل، پیانو، شامل: ۱ فلوت، ۲ ابوا، ۲ کلارینت، ۲ فاگوت، ۲ هورن، ۲ ترومپت، تیمپانی و ارکستر زهی است.
مدت‌زمانِ اجرای این اثر، به‌طور معمول، حدود ۳۷ دقیقه است.

## موومان‌ها
این کنسرتو در فرم کلاسیک است، ویلنسل و پیانو نقش بیشتری دارند و ویولن از اهمیت کمتری برخوردار است. کنسرتو در سه موومان ساخته شده است:
I. آلگرو (4
4)، در دو ماژور
II. لارگو (3
8)، در لا بمل ماژور
III. روندو (3
4)، در دو ماژور

### موومان اول
موومان اول در دو ماژور و با سرعتی معتدل در ریتم مارش است که شامل پاساژهای تکنوازی، تکرارهای گاه به گاه، واریاسیون و تم‌های متنوع است. ویژگی مشترک در آن یک ریتم متمرکز (کوتاه، بلند/کوتاه، بلند) است که فضایی لطیف و دلهره‌آور را به وجود می‌آورد که دقیقاً «قهرمانانه» نیست، اما می‌توانست شخصیتی شیک و با عزت را به شنوندگان معاصرش منتقل کند و شاید اشاره‌ای به آن داشته باشد. شریف بودن و «جوانمردی»، عنصری محبوب بود که در آن زمان به رمان‌ها، نمایشنامه‌ها، اپراها و تصاویر راه یافته بود و تریپل کنسرتو نیز در بسیاری موارد این نقش را همراهی می‌کند. در این موومان تکنواز ویلنسل مانند دو ساز دیگر با «تم اول» وارد می‌شود. اولین موردی که در موومان اول غیر معمول است، حرکت کرشندوی تدریجی ارکستر است که با «تم اول» وارد اکسپوزیسیون می‌شود و سپس تکنوازها هم، تم را معرفی می‌کنند. دومین موردی که غیر معمول بود این است که در «اکسپوزیسیون» به جای اینکه به سل ماژور مدگردی شود، بر خلاف انتظار به لا مینور می‌رود. این موومان حدودِ شانزده تا نوزده دقیقه طول می‌کشد.

### موومان دوم
موومان دوم آهسته و در لا بمل ماژور است. یک گام ماژور که بدون توقف به فینال (یا موومان سوم) وصل می‌شود. ویولنسل و ویولن حرکاتِ ملودیک را بین خود به اشتراک می‌گذارند، در حالی که پیانو همراهی محتاطانه‌ای را با آن‌ها ارائه می‌دهد. موومان حدود پنج تا شش دقیقه طول می‌کشد.

### موومان سوم
موومان سوم را نت‌های مکررِ دراماتیک با رقص پولونز (همچنین رقص پولکا) آغاز می‌کنند. نمادی از یک مُدِ اشرافی از دوران ناپلئونی است که بدین ترتیب این کنسرتو را با حفظِ شخصیتِ «سرگرمی مودبانه»، با مرکزیتِ تمی در مینور، همچنین در یک ریتم کلی از بولرو (و البته پولونز)، موومان نهایی را قابل شنیدن می‌کند. این موومان حدود سیزده تا چهارده دقیقه طول می‌کشد.

## یادداشت
1. ↑  Christian Horneman Zeitung
2. ↑  Prince Lobkowitz
3. ↑  Bolero